# Classe Yorktown
La classe Yorktown est une classe de porte-avions de l'US Navy construits à partir de l'année 1934, jusqu'en 1941.
Cette classe est constituée de trois bâtiments de 20 000 t, qui furent, avec la classe Lexington, l'ossature de l'aéronautique navale de l'US Navy en 1942-1943, dans la guerre du Pacifique contre la Marine impériale japonaise. On lui rattache généralement l'USS Wasp, qui n'avait qu'un déplacement de 14 500 tonnes, mais était d'une conception assez proche. Seul de cette classe, l'USS Enterprise survécut à la guerre, au terme d'une carrière mouvementée, qui lui vaut d'avoir été le navire de guerre de la Marine des États-Unis d'Amérique le plus décoré de la Seconde Guerre mondiale.

## Arrière-plan et conception
La classe Yorktown est la troisième génération des porte-avions de l'U.S. Navy. La première génération, les USS Langley, Lexington, et Saratoga étaient issus de la transformations d'un charbonnier auxiliaire, l'USS Jupiter (AC-3), et deux croiseurs de bataille de la classe Lexington, l'USS Lexington (CC-1) et l'USS Saratoga (CC-3). Le Traité naval de Washington avais permis aux États-Unis et à l'empire du Japon d'achever en porte-avions d'un déplacement limité à 33 000 tonnes, deux coques de croiseurs de bataille en construction. Autrement, le dit traité stipulait qu'ils devaient être vendu à la ferraille.

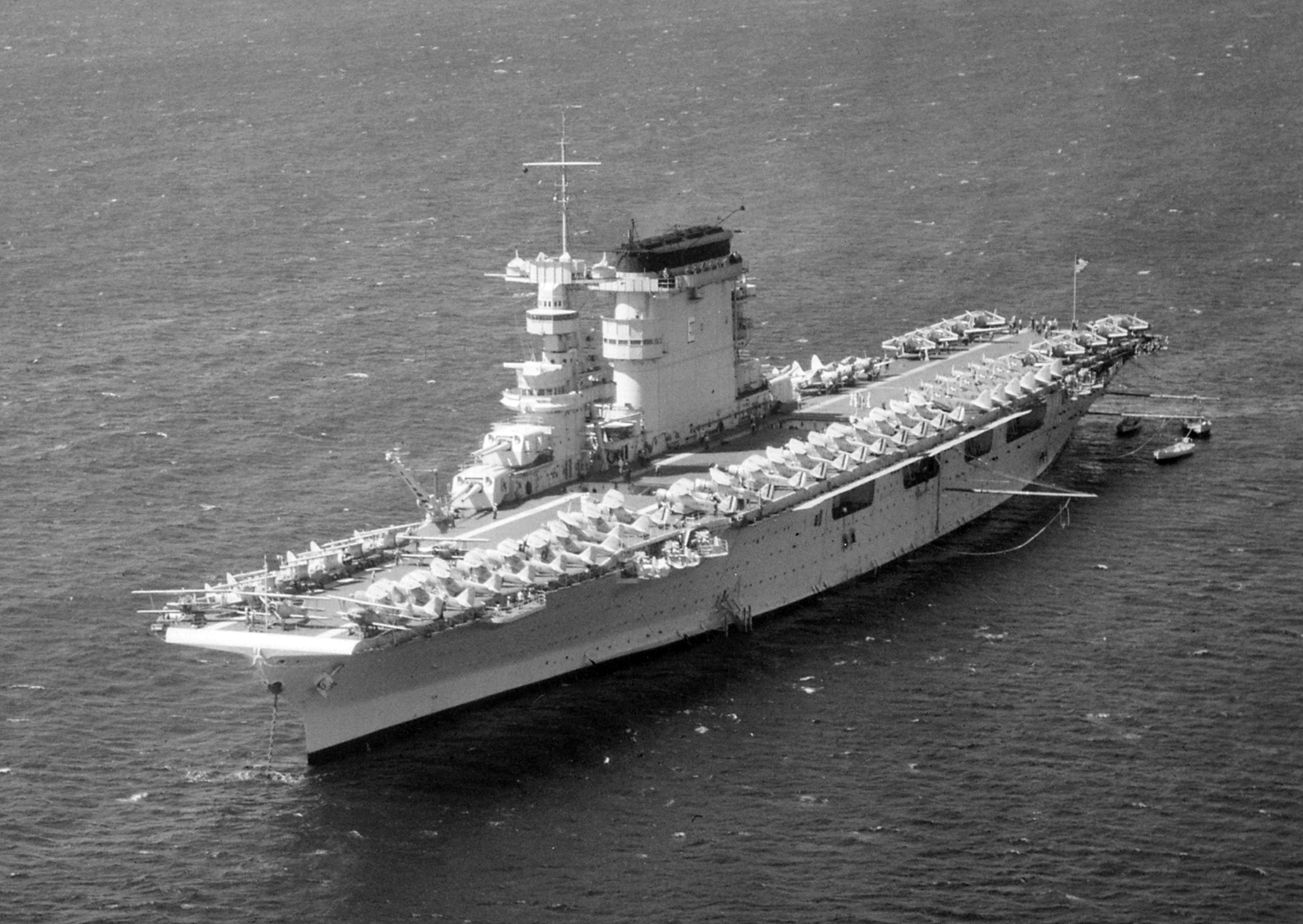
L', en 1938, avec ses tourelles doubles de 203 mm.

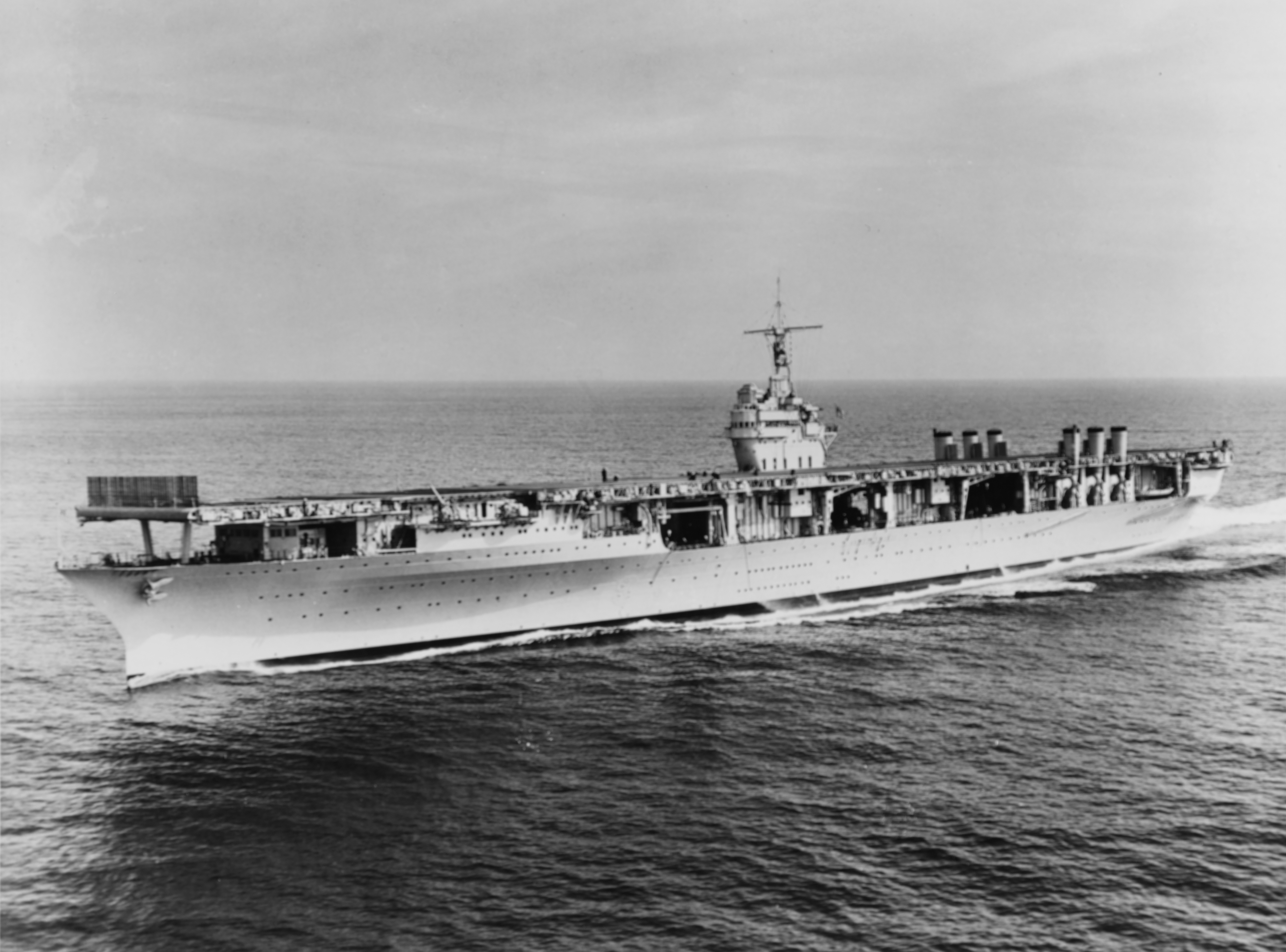
L'.

Mais les deux grands porte-avions de la classe Lexington, aux dimensions colossales, ont fait polémiques lors de leur mise en service, car les capacités opérationnelles d'un porte-avions ne sont pas proportionnelles à son déplacement,. Un plan fut établi, par le General Board en 1927, pour la construction de cinq porte-avions d'un déplacement de 13 800 tonnes, donc nettement en deçà de la limite de 27 000 tonnes stipulée par le Traité naval de Washington signé en 1922. La première unité fut mise en chantier en septembre 1931, l'USS Ranger. Mais il apparut très vite que, pour un porte-avions de cette « deuxième génération », mettant en œuvre 80 appareils, un tonnage de 14 500 t était insuffisant, pour assurer une vitesse supérieure à 29 nœuds, une protection et un armement équivalents à ceux des porte-avions japonais ou britanniques contemporains. On aboutit ainsi à des spécifications, pour une « troisième génération », avec 80 appareils à mettre en œuvre, une vitesse maximale de 32,5 nœuds, et une protection renforcée, donc un déplacement de l'ordre de 20 000 tonnes. Les deux premières unités, les USS Yorktown et Enterprise furent lancées en avril et octobre 1936.
Le traité naval de Washington, attribuant à l'US Navy un maximum de 135 000 tonnes pour les porte-avions, l'U.S. Navy décida de construire un ultime porte-avions dans les 14 500 tonnes restant. De ce fait l'USS Wasp peut être considéré comme formant à lui seul une sous-classe de la classe Yorktown, plus petit, moins protégé et un peu moins rapide, mais un peu supérieur en puissance motrice installée et en vitesse au Ranger.
En 1938, pour faire face au début d'une tendance à l'agrandissement des dimensions des porte-avions en construction au Japon, ou prévu en Allemagne il fut décidé, cinq jours après l'armement de l'USS Enterprise, de mettre sur cale un nouveau porte-avions, très proche des deux déjà construits de la classe Yorktown, mais avec des dimensions de pont d'envol légèrement supérieures, ce fut l'USS Hornet, qui sera lancé en décembre 1940.

## Caractéristiques

### USSYorktownetUSSEnterprise

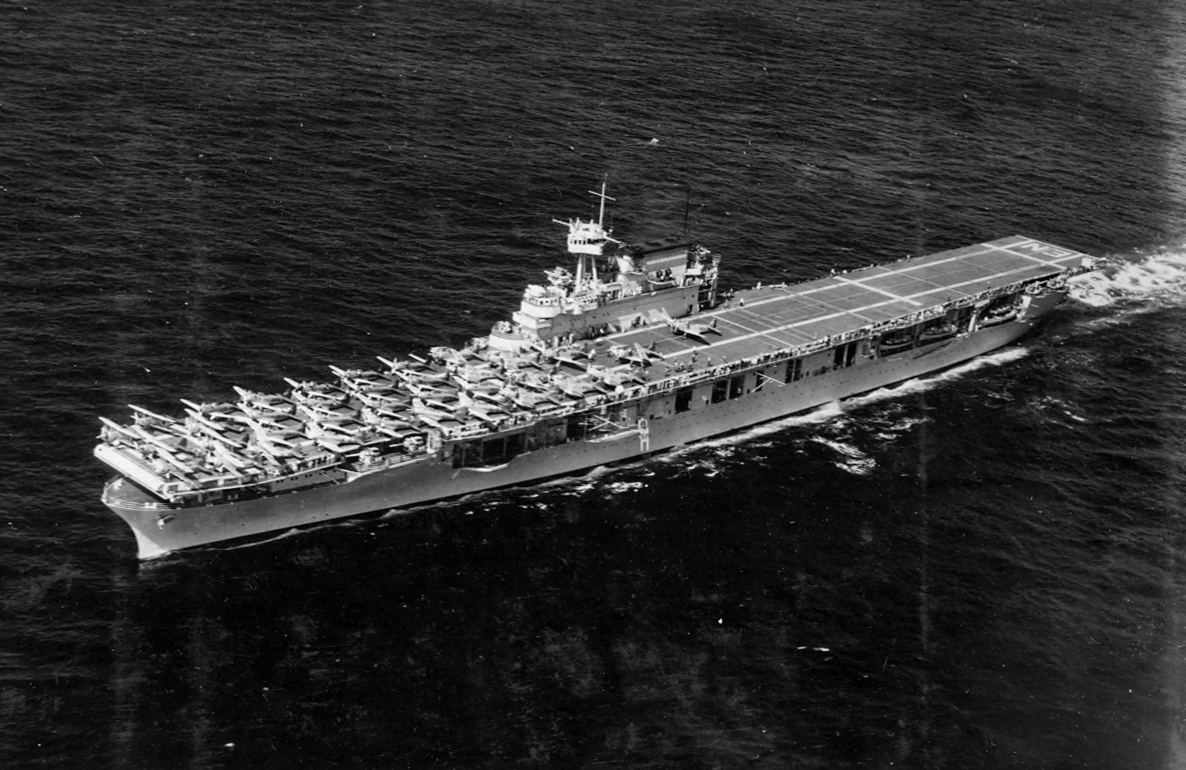
L' en 1938-1939, avec sur le pont des chasseurs biplans Grumman F3F, des bombardiers Northrop BT-1 et des bombardiers-torpilleurs “Devastator”.

Avec un déplacement de 19 900 t (25 500 t à pleine charge), ces bâtiments de l'U.S. Navy étaient un peu plus lourds que leur contemporain japonais, le Sôryû (15 900 tW),, et un peu moins lourds que le HMS Ark Royal (22 000 t, 27 720 t à pleine charge). L'U.S. Navy souhaitant, avant tout, disposer du plus grand nombre d'avions embarqués possible, ces navires furent dotés d'un hangar léger et volumineux, sorte de caisson léger monté sur la coque, aussi désigné comme « hangar ouvert », doté latéralement de fermetures à rouleaux, par opposition à un « hangar fermé », c'est-à-dire dont les parois latérales étaient partie intégrante de la coque comme les Britanniques avaient choisi de les construire sur les porte-avions comme le HMS Ark Royal et ceux des classes qui l'ont suivie. Trois ascenseurs axiaux reliaient le hangar au pont d'envol et deux catapultes se trouvaient installées sur le pont d'envol à l'avant et une troisième, transversale, dans le hangar, mais qui ne fut pas utilisée en activité.
Dans le Groupe Aérien des porte-avions, au début de la guerre du Pacifique, la répartition des appareils embarqués était d'environ 40 % de chasseurs, le plus souvent des Grumman F4F “Wildcat”,40 % de bombardiers en piqué, soit deux escadrilles de Douglas SBD “Dauntless”, l'une désignée VS pour la reconnaissance et une désignée VB pour le bombardement, et 20 % de bombardiers-torpilleurs, des Douglas TBD “Devastator”, qui avaient rejoint l'USS Yorktown et l'USS Enterprise, en février et avril 1938. Pesant, lorsqu'il était armé, un peu plus de trois tonnes, propulsé par un moteur de 1 200 ch, à une vitesse de 530 km/h, le “Wildcat” était surclassé par le chasseur japonais “Zeke”, plus connu comme le “Zero”, qui était plus maniable, car plus léger (2,5 tonnes), atteignant 560 km/h, avec une meilleure vitesse ascensionnelle, un plus grand rayon d'action, mais d'une construction moins robuste. Le “Devastator” quant à lui était handicapé par une vitesse de pointe trop réduite (330 km/h), et il a été remplacé dans le courant de 1942 par l'“Avenger”,
La coque avait une ceinture blindée de 4 pouces (102 mm), un pont blindé de 3 pouces (76 mm) à hauteur du pont principal, c'est-à-dire du plancher du hangar et de 1 à 3 pouces sur le pont inférieur, avec des cloisons transversales de 4 pouces, le tout équivalent à la protection des grands croiseurs légers de la classe Brooklyn.

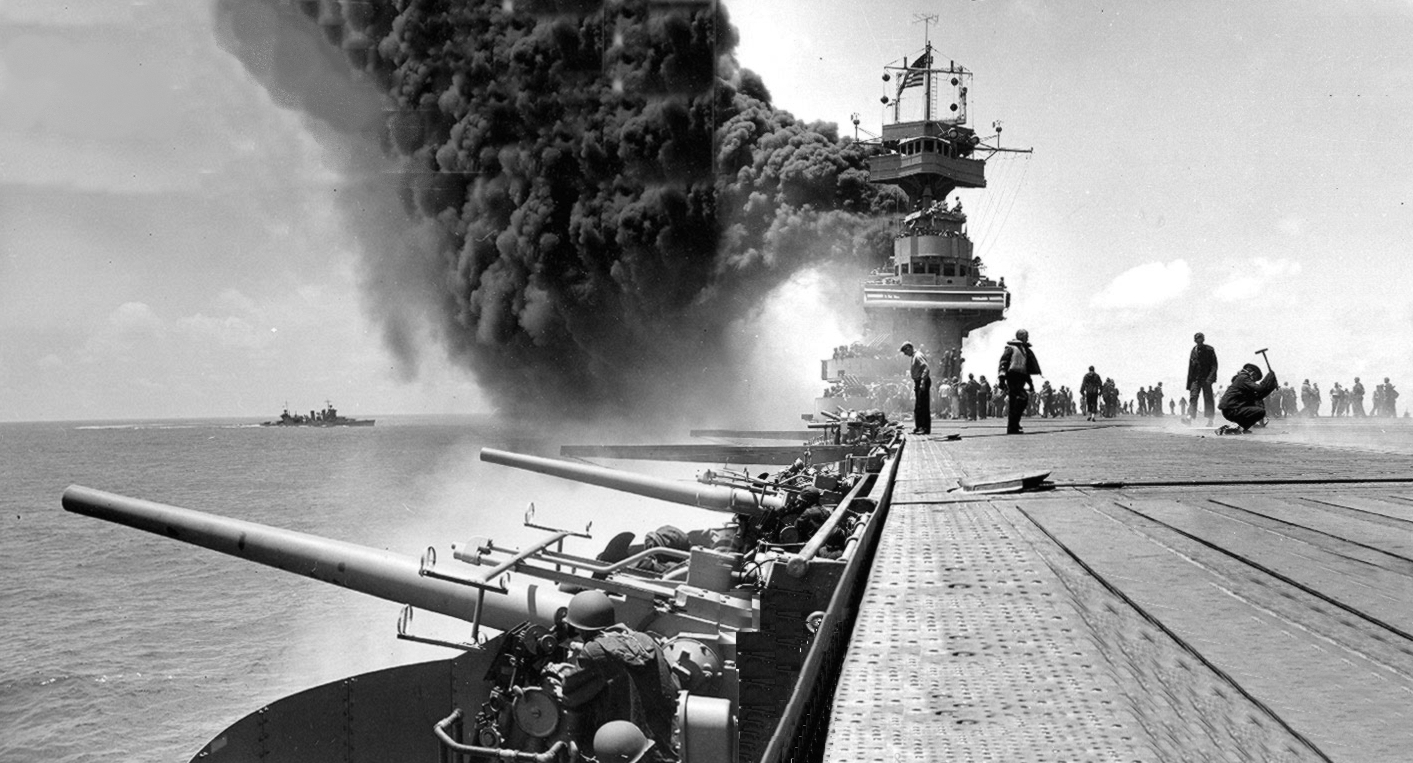
Les pièces simples de 127 mm à double usage, sur l'avant tribord de l'îlot de l' USS Yorktown (CV-5) touché, le 4 juin 1942, à Midway.

L'artillerie était constituée de huit pièces simples de 127 mm à double usage, quatre disposées deux à l'avant et deux à l'arrière de l'îlot, et quatre à bâbord, le long du hangar, matériel qui était également installé sur les grands croiseurs légers de la classe Brooklyn, comme artillerie secondaire. L'USS Enterprise, seul de la classe à être encore en service en novembre 1942, a été doté ultérieurement de quarante tubes de 40 mm Bofors et cinquante 20 mm Oerlikon.
Un îlot à tribord, surmonté d'un tripode et d'un mat-pylône, abritait la passerelle de navigation et la passerelle d'aviation et comportait une cheminée assez massive, dans laquelle débouchaient les conduits d'évacuations des fumées des chaudières, rompant avec les cheminées latérales et inclinables du Ranger.
Neuf chaudières Babcock & Wilcox alimentaient quatre groupes de turbines à engrenages Parsons, développant 120 000 ch, pour assurer une vitesse maximale de 33 nœuds. Mais cela tenait aussi aux dimensions de coque, avec un rapport longueur/largeur de 9,73, alors que le HMS Ark Royal, avec une puissance installée de 102 000 ch n'atteignait pas 31 nœuds, mais avec un rapport longueur/largeur de 7,2 seulement.

### USSWasp

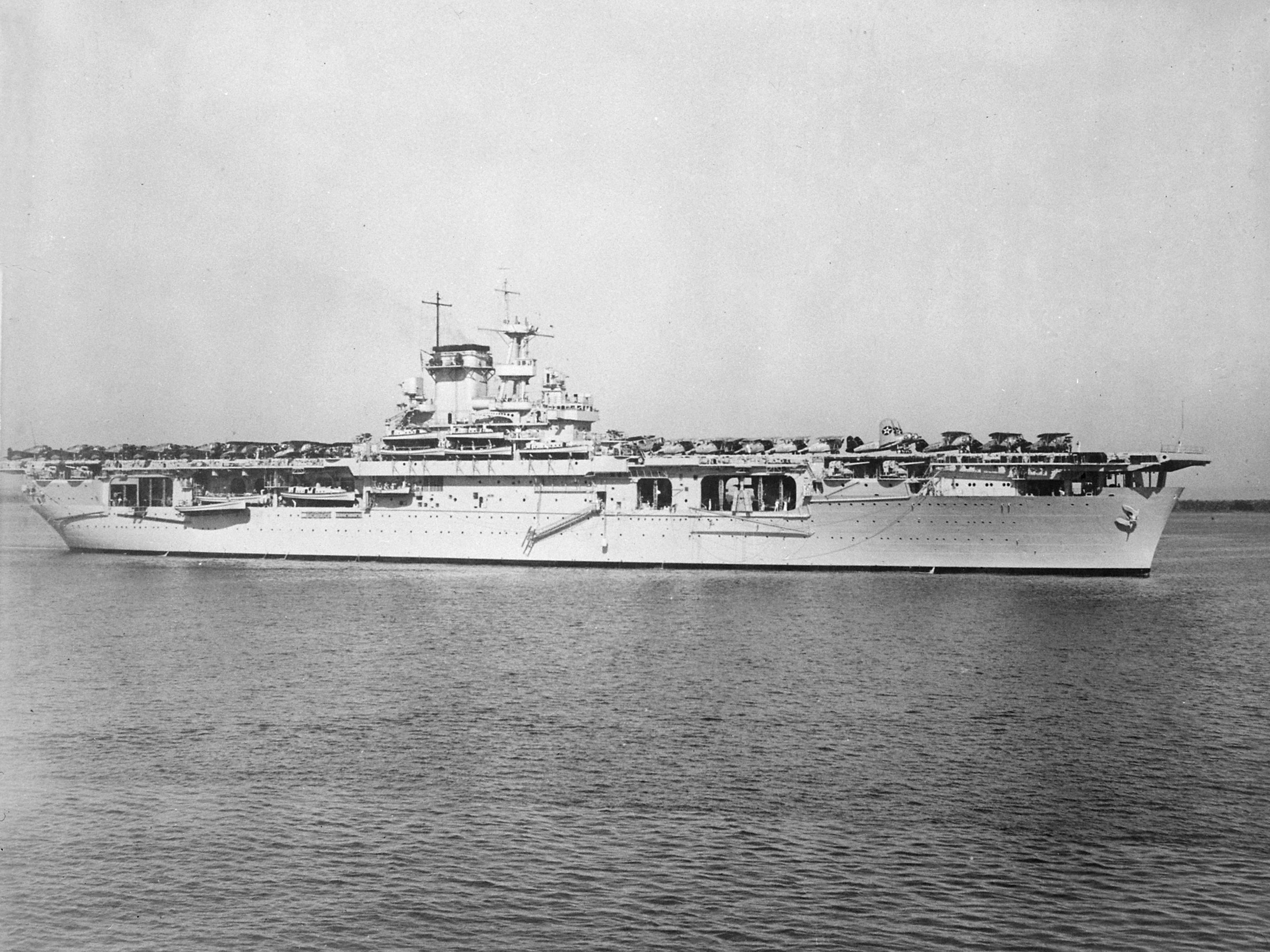
L',vu de tribord, le 27 décembre 1940.

Afin de respecter les limitations du traité naval de Washington, l'US Navy a décidé de construire un porte-avions d'un déplacement de 14 500 tonnes, et l'a mis sur cale en 1935 à la Bethlehem Steel Company. Version réduite de la classe Yorktown, l'USS Wasp avait une longueur de 225,90 m, soit 10 % de moins, mais la largeur était la même, d'où un rapport longueur/largeur de 8,9 au lieu de 9,73. Les aménagements du pont d'envol étaient différents avec seulement deux ascenseurs axiaux et un monte-charge latéral à bâbord à hauteur de l'îlot, dont la plate-forme pouvait se replier verticalement, quand le dispositif n'était pas en fonctionnement. De la sorte, le nombre d'avions mis en œuvre n'était pas réduit par rapport aux unités de la classe Yorktown.
La protection verticale de la coque était inchangée, seule la protection horizontale du pont principal était diminuée de moitié. L'artillerie était la même. Les machines avec six chaudières (d'où une cheminée moins volumineuse), et n'entrainant que deux hélices, ne développaient que 75 000 ch, soit 62,5 % de la puissance du Yorktown mais 40 % de plus que celle du Ranger. La vitesse n'était donc au maximum que de 29,5 nœuds.
Lancé le 4 avril 1939, le Wasp entre en service un an plus tard.

### USSHornet

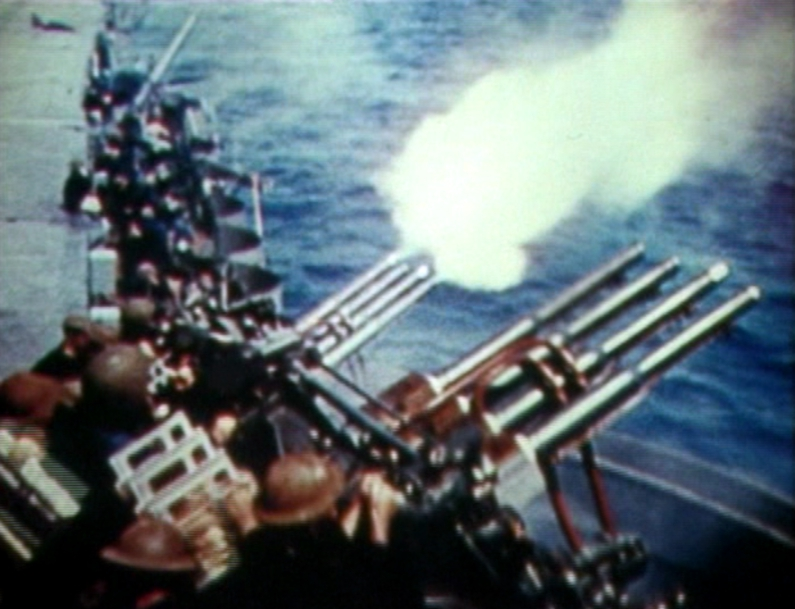
Sur l', la DCA a été renforcée par des affûts quadruples de 28 mm.

En matière de désarmement naval, les années 1930 sont marquées par des restrictions croissantes, au fur et à mesure des conférences internationales. À Londres, en 1930, le moratoire pour la construction des cuirassés est prolongé jusqu'au 31 décembre 1936, et le nombre des cuirassés des différentes flottes est revu à la baisse. Pour les croiseurs, la construction de nouveaux croiseurs « lourds » est interdite, et pour les croiseurs légers, de nouveaux plafonds de tonnages globaux sont édictés que la France va refuser d'appliquer. Pour les porte-avions, la construction de bâtiments de moins de10 000 tonnes est interdite. Le déplacement maximal des bâtiments est abaissé de 27 000 tonnes à 23 000 tonnes, et le calibre maximum de l'artillerie est abaissé de 8 pouces (203 mm) à 155 mm, par le second Traité naval de Londres de 1936.
Mais dans le même temps, les dictatures s'affranchissent de ces règles, comme l'Italie, en représailles des sanctions, pourtant bien minimes, que la Société des Nations lui inflige, pour son agression contre l'Éthiopie. Le Japon, dès 1934, fait savoir qu'il s'estimera délié de tout engagement en matière de désarmement naval, à partir du 1er janvier 1937. L'Allemagne et l'U.R.S.S. réarment avec d'autant plus de détermination qu'elles ne sont pas partie prenante aux différents traités de 1922 et de 1930, et quand le Royaume-Uni essaie, par des accords bilatéraux, comme le traité naval germano-britannique de 1935, de limiter leur marge de manœuvre, la France en prend prétexte pour ne pas respecter les engagements qui s'imposent à elle,.
C'est dans ce climat incertain, et alors que les caractéristiques de ce qui deviendra la Classe Essex ne sont pas encore déterminées, que la décision est prise de construire un troisième porte-avions de 20 000 tonnes du modèle du Yorktown. Les différences sont minimes, le déplacement standard est accru de 100 tonnes et le déplacement à pleine charge de 3 600, le pont d'envol est plus long de 6 mètres et plus large de 1,5 mètre (ultérieurement, l'USS Enterprise recevra le même équipement). La catapulte transversale dans le hangar n'est pas installée. La défense contre les avions (DCA) rapprochée dispose en plus de 4 affûts quadruples de 28 mm, armement qui a été considéré comme peu performant, et de 16 mitrailleuses de 12,7 mm, qui sont remplacées, dès janvier 1942, par vingt canons de 20 mm Oerlikon.

## Liste des navires de cette classe
| Nom                   | Mise sur cale     | Lancement        | Mise en service   | Retrait du service | Photo                                                | Fin de carrière |
| --------------------- | ----------------- | ---------------- | ----------------- | ------------------ | ---------------------------------------------------- | --- |
| USS Yorktown (CV-5)   | mai 1934          | 4 avril 1936     | 30 septembre 1937 | 7 juin 1942        | L' USS Yorktown CV-5 dans les eaux haïtiennes (1939) | Endommagé par les avions du Hiryū, puis torpillé et coulé par le sous-marin japonais I.68, à la bataille de Midway                            |
| USS Enterprise (CV-6) | 16 juillet 1934   | 3 octobre 1936   | 12 mai 1938       | 17 février 1947    | L' USS Enterprise CV-6 (1939)                        | Envoyé pour la ferraille à Kearny, New Jersey en 1958                                                                                         |
| USS Hornet (CV-8)     | 25 septembre 1939 | 14 décembre 1940 | 20 octobre 1941   | 26 octobre 1942    | L' USS Hornet CV-8                                   | Endommagé par des avions du Jun'yō, puis torpillé et coulé par les destroyers japonais Akigumo et Makigumo, à la bataille des îles Santa Cruz |
| USS Wasp (CV-7)       | 1er avril 1936    | 4 avril 1939     | 25 avril 1940     | 15 septembre 1942  | L' USS Wasp CV-7                                     | Torpillé et coulé par le sous-marin japonais I.19 à proximité de Guadalcanal                                                                  |

## Service pendant la guerre du Pacifique

### De Pearl Harbor à la mer de Corail
Le jour de l'attaque de Pearl Harbor, l'USS Enterprise, navire amiral du vice-amiral William F. Halsey rentrait après avoir convoyé des avions à Wake. Il a engagé ses bombardiers embarqués, puis a vainement recherché l'escadre japonaise. Le 8 décembre, son aviation embarquée coule le sous-marin japonais I.70. Il va couvrir ensuite les abords des Hawaï, et escorter des transports de troupes renforçant les îles Samoa.

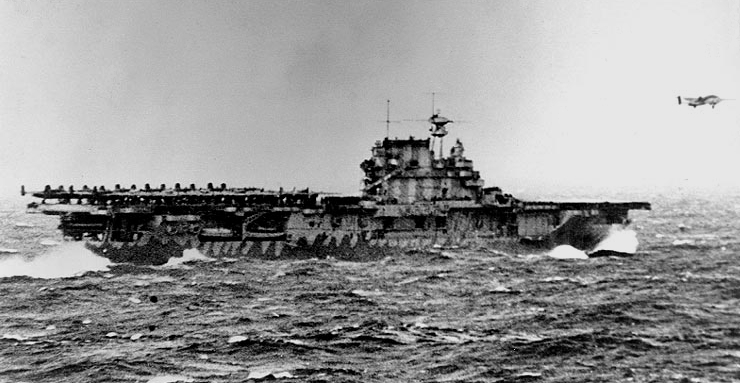
Pour arracher son B-25 de l'USS Hornet, pour aller bombarder Tokyo, le lieutenant-colonel Doolittle ne disposait que de 140 mètres, sur le pont d'envol.

Lorsque vers la fin décembre 1941, l'USS Yorktown rejoint la Flotte du Pacifique par le canal de Panama, les deux porte-avions, autour desquels sont constituées les Task Force 8, aux ordres du vice-amiral William F. Halsey et TF 17, aux ordres du contre-amiral Fletcher, vont aller bombarder des positions japonaises dans le Pacifique central, pour l'USS Enterprise, entre autres Kwajalein, dans les îles Marshall, possession japonaise sous mandat de la Société des Nations, depuis la fin de la Première Guerre mondiale, et pour l'USS Yorktown, les îles Gilbert, protectorat britannique occupé peu après l'attaque de Pearl Harbor,.
Après que des essais dans l'Atlantique, en février 1942, ont montré qu'on pouvait faire décoller des bombardiers B-25 depuis l'USS Hornet, commandé par le captain Mitscher, ce porte-avions a rallié le Pacifique, et, le 18 avril, a lancé le raid sur Tokyo, escorté de l'USS Enterprise, ce qui n'a pas permis aux deux porte-avions de prendre part à la bataille de la mer de Corail, début mai.

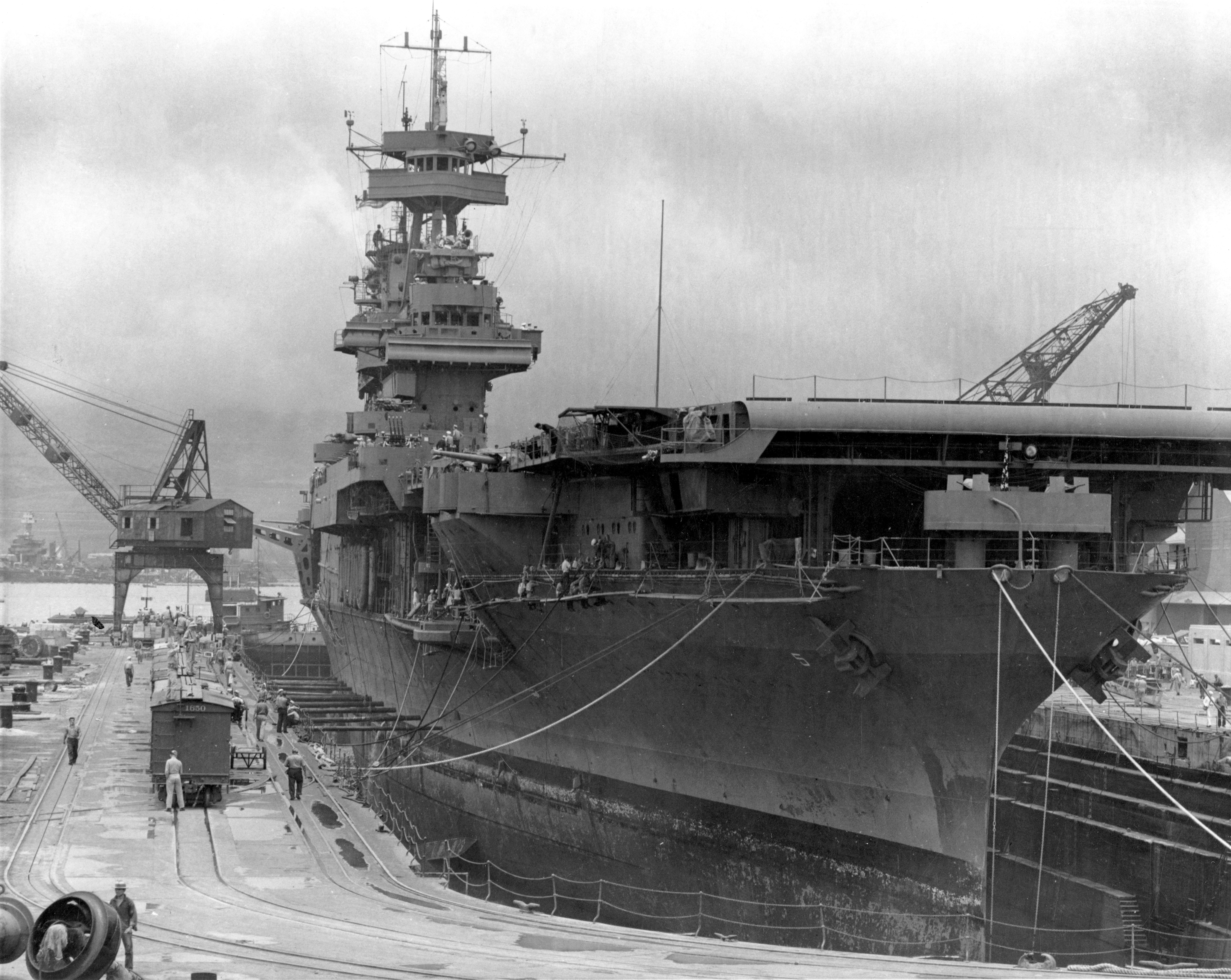
L' en cale sèche à Pearl Harbor, va appareiller le lendemain, 30 mai 1942 pour la bataille de Midway.

C'est donc à la Task Force 11, autour de l'USS Lexington du vice-amiral Fitch, et à la TF 17 du contre-amiral Fletcher, qu'il revint de tenir en échec l'attaque japonaise sur les îles Salomon et Port Moresby. L'aviation embarquée américaine va ainsi frapper, le 3 mai, les forces du contre-amiral Shima devant Tulagi, et, le 6 mai, couler le porte-avions léger Shoho qui devait couvrir l'attaque de Port-Moresby. C'est ensuite, le 7 mai, la première bataille « au-delà de l'horizon » entre porte-avions. Les porte-avions américains vont endommager gravement le Shokaku, et causer de lourdes pertes à l'aviation embarquée du Zuikaku. Mais avant de se retirer, les bâtiments japonais ont, eux aussi, durement frappé les bâtiments américains, au point que “Lady Lex” n'y survivra pas. Rentré à Pearl Harbor après avoir été sérieusement touché, l'USS Yorktown y sera cependant réparé avec une telle célérité qu'il pourra participer à la bataille de Midway, alors que le vice-amiral Nagumo devra faire sans la puissante 5e Division de Porte-avions du contre-amiral Hara.

### La bataille de Midway

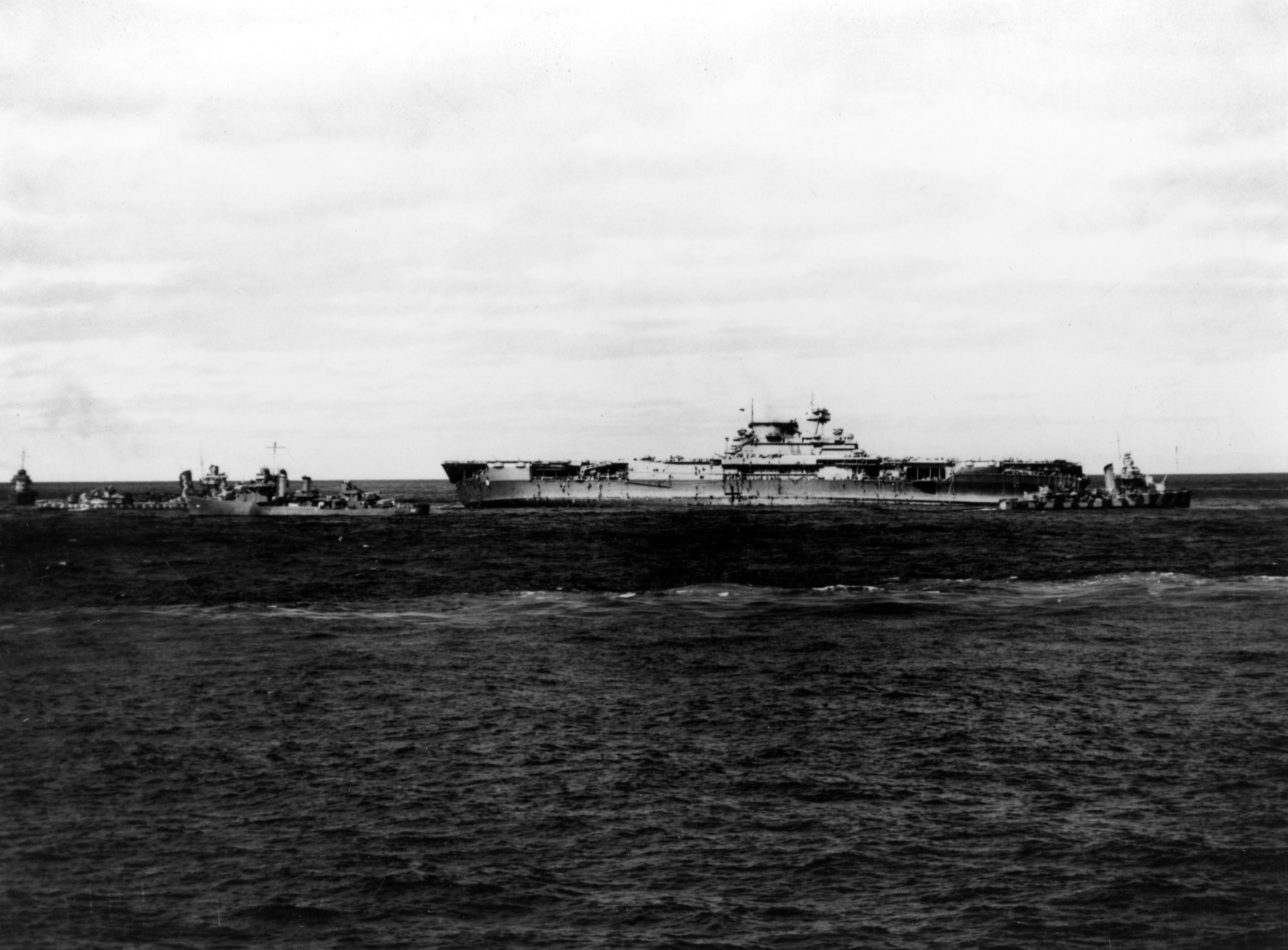
Le 4 juin 1942, l' a dû être abandonné. Un sous-marin japonais le coulera, le 7.

À Midway, ce sont, cette fois, les trois porte-avions de la classe Yorktown qui sont, et eux seuls, le fer de lance de la Flotte américaine du Pacifique, la TF 17 et l'USS Yorktown toujours aux ordres du contre-amiral Fletcher, mais la TF 16 et les deux autres porte-avions, cette fois, non plus aux ordres du vice-amiral Halsey, malade, mais du contre-amiral Spruance, qui commandait précédemment deux croiseurs lourds, et qui sera remplacé par le contre-amiral Kinkaid à la tête du Task Group des Croiseurs, TG 16.2.
Au matin du 4 juin 1942, les premières attaques de l'aviation américaine contre les porte-avions japonais du vice-amiral Nagumo manquent de réussite, tant dans la recherche de leurs cibles, que face à la chasse embarquée japonaise. Mais un peu avant 10 h 30, les “Dauntless” de la 6e flottille de bombardement (VB-6) de l'USS Enterprise, menée par le lieutenant commander McClusky va trouver par surprise, attaquer et désemparer les trois porte-avions Akagi, Kaga, et Sôryû. La riposte japonaise vient du Hiryū, aux ordres du contre-amiral Yamaguchi dont deux attaques, en début d'après-midi, vont atteindre durement l'USS Yorktown, faisant croire aux Japonais qu'ils ont détruit les deux porte-avions américains présents sur zone, alors que l'USS Enterprise et l'USS Hornet sont toujours opérationnels. Ils vont d'ailleurs en fin d'après-midi, mettre le Hiryū lui aussi hors de combat.
Les porte-avions japonais ont dû être achevés dans la soirée du 4 et la matinée du 5 juin, et l'amiral Yamamoto a dû abandonner l'espoir de poursuivre son offensive, tandis que l'aviation embarquée américaine réussit, le 6 juin, à couler le croiseur lourd Mikuma et à endommager gravement le Mogami. Le 7 au matin, l'USS Yorktown, toujours à flot, que les équipes de sécurité s'efforçaient de sauver, est torpillé et coulé, ainsi que le destroyer qui l'accompagnait, par le sous-marin japonais I.68.

### Devant Guadalcanal, des Salomon orientales aux îles Santa Cruz
Après Midway, l'initiative change de camp. Pendant que la Marine impériale Japonaise se réorganise et entérine les conséquences de la destruction des porte-avions du vice-amiral Nagumo, de leurs appareils et de leurs équipages, en constituant une nouvelle 3e Flotte, et en créant une 8e Flotte basée sur Rabaul, aux ordres du vice-amiral Mikawa, pour opérer au sud de l'équateur dans le Pacifique Sud-est, l'amiral King, commandant-en-chef de la Flotte des États-Unis, obtient l'autorisation de monter une attaque des positions occupées par les Japonais, depuis le début mai, dans les Îles Salomon.

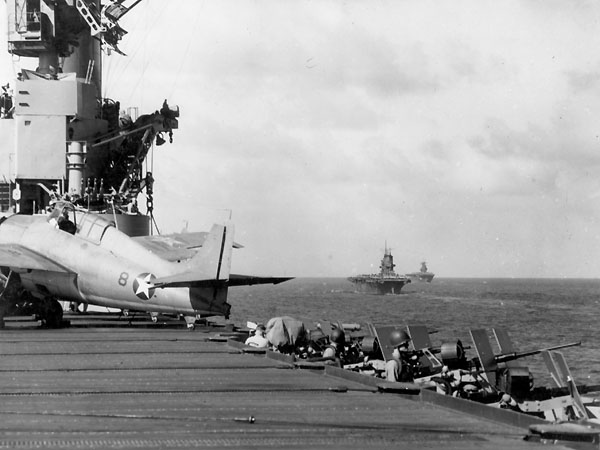
Les,, et, le 12 août 1942, au sud de Guadalcanal.

Ce sera l'opération Watchtower. Le 7 août, une Force de Soutien, aux ordres du contre-amiral Fletcher, comprenant l'USS Saratoga au sein de la TF 11, l'USS Enterprise au sein de la TF 16, et l'USS Wasp au sein de la TF 18, a assuré la couverture aérienne des débarquements des U.S. Marines à Tulagi et à Guadalcanal. Elle a quitté la zone, dès le 9, avant l'attaque du vice-amiral Mikawa, qui a donné lieu à la bataille de l'île de Savo, mais les trois porte-avions ont assuré dans les semaines suivantes la couverture contre la 11e Flotte aérienne du vice-amiral Tsukahara, c'est-à-dire l'aviation navale japonaise basée à terre, à proximité de Rabaul. La 2e Flotte du vice-amiral Kondō et la 3e Flotte du vice-amiral Nagumo, basées à Truk, vont à la fin août, être envoyées en renfort de la 8e Flotte de l'amiral Mikawa, pour assurer la protection éloignée d'un convoi de transports de troupes, que le contre-amiral Tanaka doit escorter jusqu'à Guadalcanal, où les Américains ont réussi à mettre en service un terrain d'aviation, baptisé Henderson à côté de la pointe Lunga. Mais les porte-avions américains sont à la mer avec le contre-amiral Fletcher sur l'USS Saratoga, et le contre-amiral Kinkaid sur l'USS Enterprise, avec le cuirassé moderne USS North Carolina.

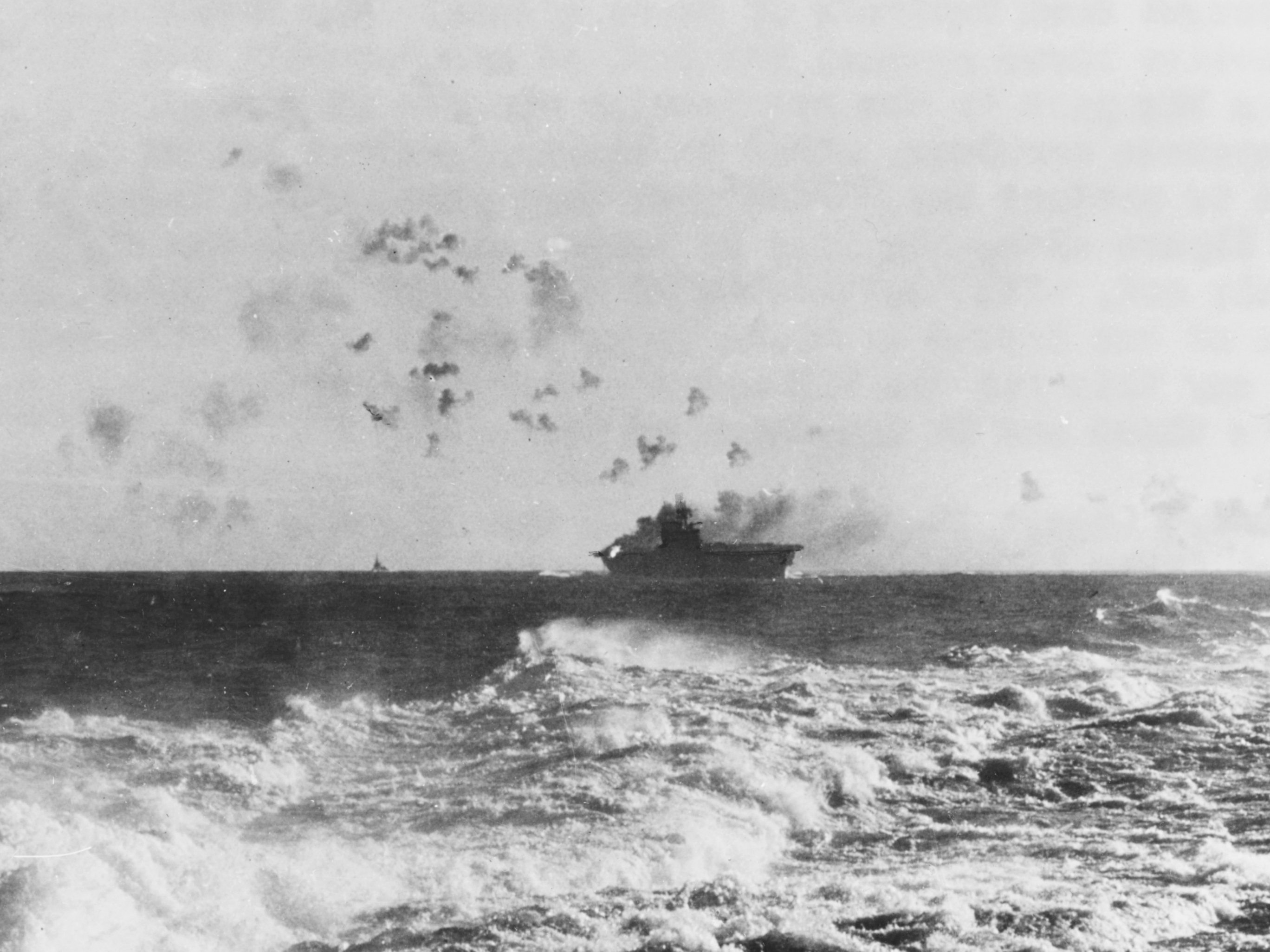
L', sous les bombes, à la bataille des Salomon orientales.

S'ensuit la bataille des Salomon orientales (24-25 août 1942). Le porte-avions léger Ryūjō, arrivant de Kure et rattaché à la 3e Flotte, a été envoyé par le vice-amiral Nagumo, avec le croiseur lourd Tone, portant la marque du contre-amiral Hara, reconnaitre Guadalcanal et bombarder Henderson Field, ce qui a été fait, malgré la chasse américaine. Mais le porte-avions japonais repéré par l'aviation de Guadalcanal est attaqué et coulé par l'aviation embarquée américaine. La riposte vient de l'aviation embarquée sur les grands porte-avions du vice-amiral Nagumo, Shokaku et Zuikaku, qui, malgré l'efficacité de la DCA de l'USS North Carolina, ont mis trois bombes au but sur l'USS Enterprise, l'obligeant à regagner Pearl Harbor. Chacun mettant ensuite cap sur ses bases, le convoi du contre-amiral Tanaka, durement attaqué par l'aviation américaine basée sur Guadalcanal, a dû se réfugier aux îlots Shortland, au sud de Bougainville.

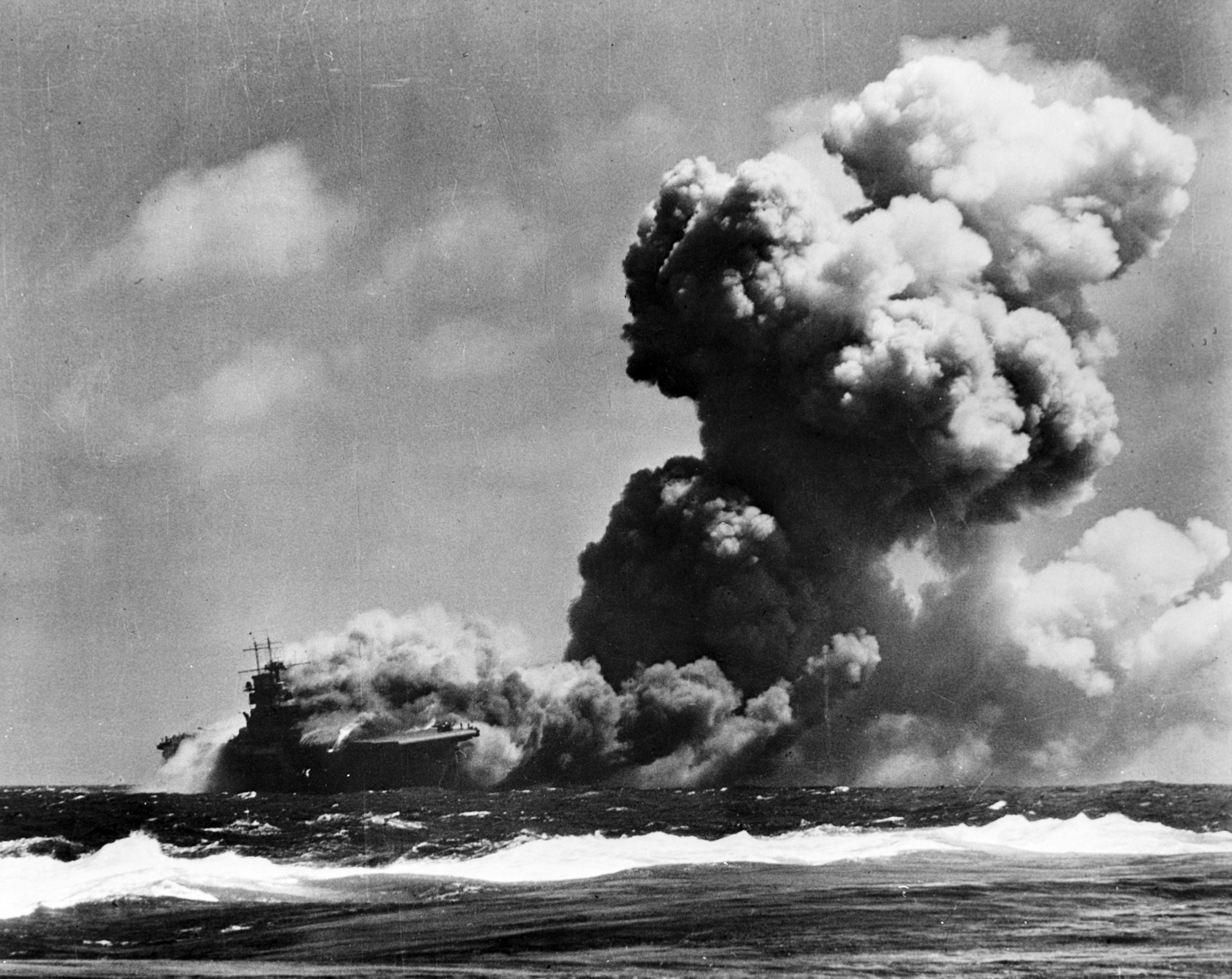
Le 15 septembre 1942, l', torpillé, brule et va couler.

Avant même d'avoir regagné Nouméa, l'USS Saratoga, le 31 août, a été torpillé par le sous-marin I.26, et a dû regagner les États-Unis. Le 15 septembre, le sous-marin I.19 va, d'une seule gerbe, torpiller l'USS Wasp et l'USS North Carolina. Le porte-avions prend feu et coule. L'USS Hornet est alors le seul porte-avions restant opérationnel dans la Flotte du Pacifique.
Mais ce n'est qu'au début octobre que la 2e Division de porte-avions du contre-amiral Kakuta va rallier la 3e Flotte, après avoir achevé l'entrainement des équipages de ses deux porte-avions Jun'yō et Hiyō. Les 2e et 3e Flottes japonaises prennent alors position au nord de Guadalcanal, et les porte-avions du contre-amiral Kakuta vont couvrir les opérations des cuirassés rapides du vice-amiral Kurita, et des croiseurs lourds du vice-amiral Mikawa, qui ont bombardé longuement Henderson Field, dans les nuits suivant la bataille du Cap Espérance, où les trois croiseurs de la 6e Division, aux ordres du contre-amiral Gotō avaient été interceptés, alors qu'un convoi de renforcement, aux ordres du contre-amiral Jōjima avait réussi à atteindre Guadalcanal.

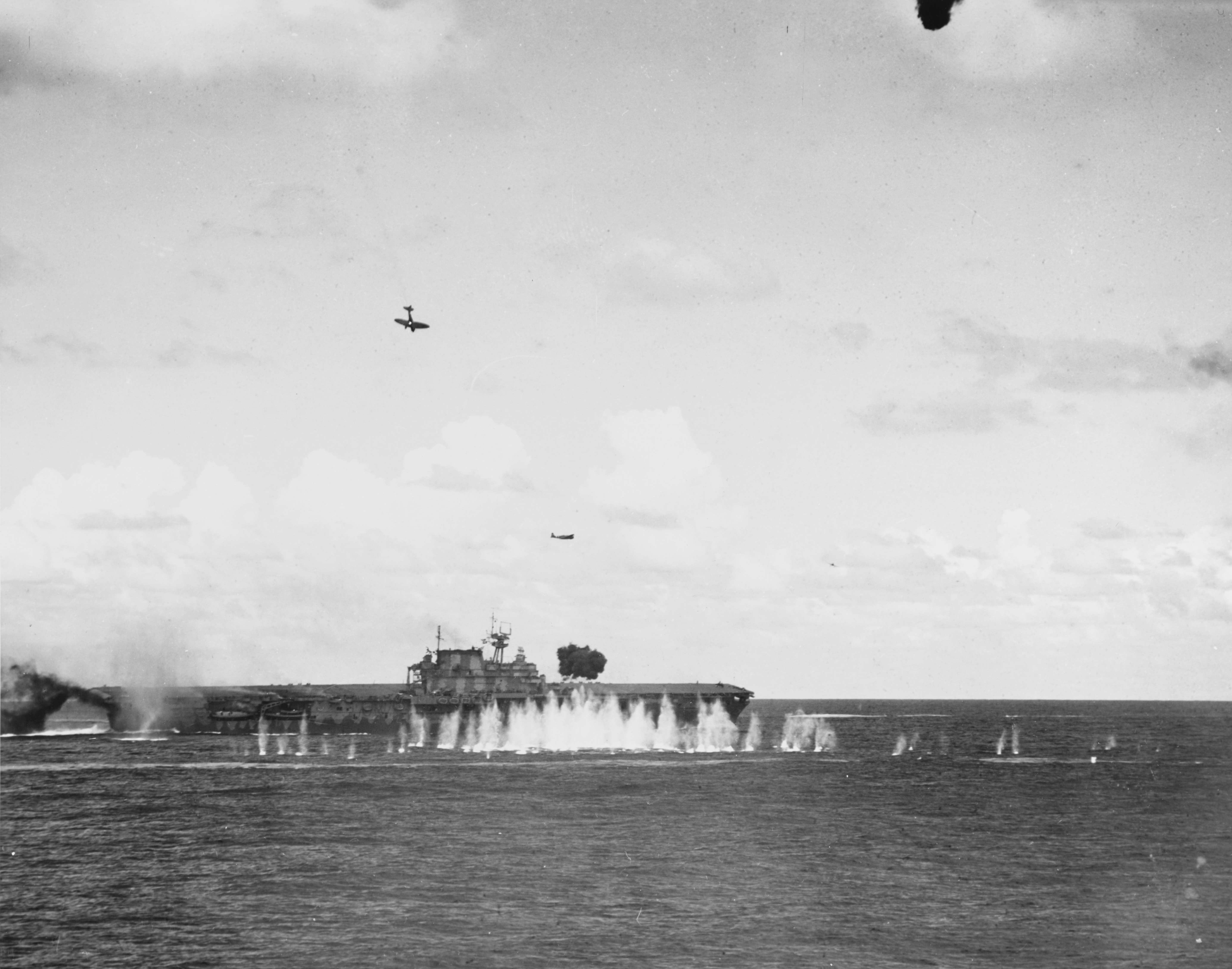
L' subit, le 26 octobre 1944, vers, une attaque qui va l'immobiliser.

Le 10 octobre, le cuirassé moderne USS South Dakota a rejoint la Flotte du Pacifique. Il est intégré à la TF 16, dans laquelle le contre-amiral Kinkaid a sa marque sur l'USS Enterprise. Celui-ci, réparé, quitte Pearl Harbor le 16 octobre, pour rallier à la mer la TF 17, partie d'Espiritu Santo dans les Nouvelles-Hébrides. L'USS Hornet y est le navire amiral du contre-amiral Murray, aviateur confirmé, qui avait commandé l'USS Enterprise, pendant le raid sur Tokyo et la bataille de Midway et a remplacé le contre-amiral Fletcher, blessé lors du torpillage de l'USS Saratoga, le 31 août. Le 18, l'amiral Halsey a été nommé Commandant-en-Chef de la zone du Pacifique Sud. Il a été choisi pour sa pugnacité et son intention de manœuvre est claire. De son P.C. de Noumea, dans la nuit du 25 au 26 octobre, il signale au commandant à la mer, le contre-amiral Kinkaid: « Attaquez, je répète, attaquez ! », tandis que l'amiral Yamamoto signale la présence à la mer des porte-avions américains, au nord des îles Santa Cruz.
Dans la matinée du 26 octobre, l'aviation embarquée américaine a rendu le Zuiho indisponible et durement touché le Shokaku, ravagé par les flammes mais restant manœuvrant, tandis que l'USS Hornet a été immobilisé vers 9 h 15, et que l'USS Enterprise a été endommagé, malgré les performances de la Défense Contre Avions du cuirassé USS South Dakota. L'aviation américaine a ensuite attaqué la force du contre-amiral Abe que le vice-amiral Kondō avait envoyé en avant-garde, et en particulier le croiseur lourd Chikuma. En fin de matinée, le contre-amiral Kinkaid a décidé de se replier. Dans l'après-midi, le porte-avions Jun'yō a endommagé de nouveau l'USS Hornet qui fut finalement jugé irrécupérable et abandonné. Les destroyers Akigumo et Makigumo l'ont torpillé et coulé dans la nuit.
Le 30 octobre, les forces japonaises mouillent à Truk, et les Américains à Nouméa. Les Japonais célèbrent une victoire, car ils ont coulé l'USS Hornet, et la Flotte américaine du Pacifique ne dispose plus, pour la seconde fois, que d'un porte-avions opérationnel, l'USS Enterprise. Mais les pertes de l'aviation embarquée japonaise ont encore été très lourdes. En moins de six mois depuis la mer de Corail, la moitié du personnel volant de l'aviation embarquée, dont l'effectif initial était d'un peu plus de 750, a été tué, au rythme de près de cent en moyenne, pour chacune des quatre grandes batailles aéronavales (Mer de Corail, Midway, Salomon orientales et îles Santa Cruz).
Le 10 novembre, la TF 16, avec l'USS Enterprise dont les réparations sont à peine achevées, appareille pour gagner le sud de Guadalcanal, alors que la 2e Flotte du vice amiral Kondō est en train de prendre position à proximité de l'atoll d'Ontong Java, à 135 nautiques au nord de Guadalcanal, pour couvrir l'approche d'un convoi de onze transports et bombarder encore Henderson Field. L'aviation embarquée de l'USS Enterprise, en liaison avec l'aviation basée à Henderson Field, contribue à achever le cuirassé rapide Hiei, sévèrement endommagé à la première bataille navale de Guadalcanal, le 12 novembre 1944, puis à couler, au matin du 14, le croiseur Kinugasa et endommager le croiseur Maya qui avaient bombardé Henderson Field, dans la nuit. Enfin, l'aviation de l'USS Enterprise a participé à l'attaque et à la destruction en mer de six des onze navires du convoi de renforcement puis, après la deuxième bataille navale de Guadalcanal, à la destruction des quatre derniers transports qui avaient réussi à se jeter à la côte sur Guadalcanal.
À la fin janvier 1943, alors que s'achevait l'évacuation de Guadalcanal par les Japonais, la chasse embarquée de l'USS Enterprise a abattu de nombreux appareils de la 11e Flotte Aérienne, alors aux ordres du vice-amiral Kusaka, qui ont attaqué et finalement coulé le croiseur lourd USS Chicago le 30 janvier 1943, au large de l'île de Rennell.

### Le“Big E”, de 1943 à 1945
Les combats navals de l'année 1943, dans la campagne des îles Salomon n'ont pas opposé de grandes unités aéronavales avant la bataille de la baie de l'Impératrice Augusta et le bombardement de Rabaul, début novembre 1943. Lorsque le premier porte-avions de la classe Essex a rallié la Flotte du Pacifique, en juillet 1943, l'USS Enterprise est parti subir une grande refonte au chantier naval de Puget Sound; dont il n'est revenu qu'à la mi-novembre. Une page de la guerre du Pacifique était tournée, le temps était révolu où un porte-avions de la classe Yorktown s'est trouvé, en deux circonstances, le seul porte-avions opérationnel de la Flotte américaine du Pacifique. Ainsi, lors du bombardement de Rabaul, le 5 novembre 1943, la Task Force 50 du contre-amiral Pownall, compte, outre le vieil USS Saratoga rentré de réparation, quatre porte-avions rapides de la toute nouvelle classe Essex, et cinq porte-avions légers de la classe Independence, qui, tous, n'ont été opérationnels qu'après janvier 1943. De plus, l'aviation embarquée américaine est dotée d'appareils plus performants, le chasseur Grumman F6F “Hellcat” à partir de février 1943, et le bombardier en piqué Curtiss SB2C “Helldiver” à partir de novembre 1943.

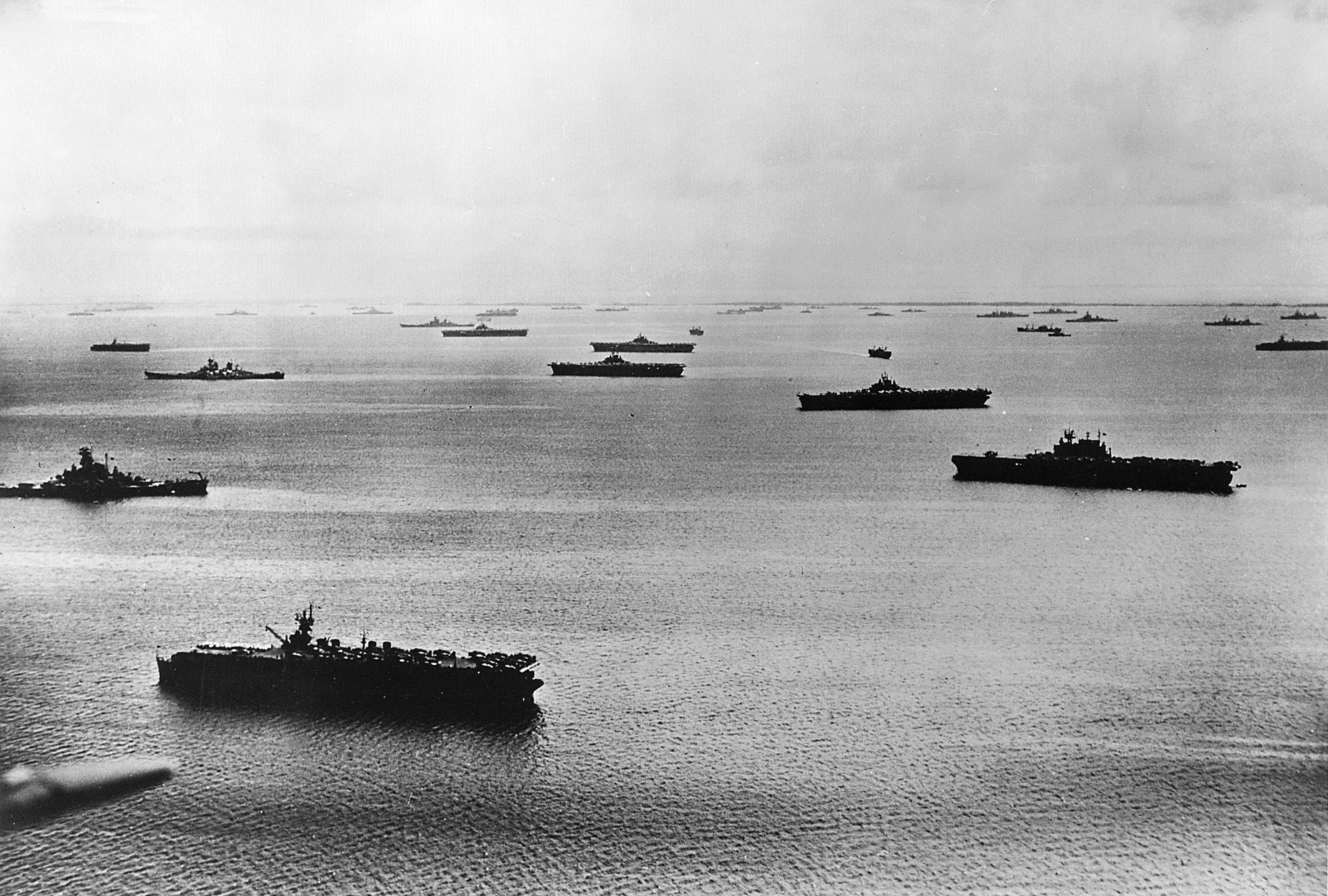
L', à droite, au mouillage, à l'atoll de Majuro, en 1944.

L'USS Enterprise a fait partie pour le débarquement sur les îles Gilbert (opération Galvanic), du Task Group 50.2, pour le débarquement de Makin (21-24 novembre 1943). Le 6 janvier 1944, la Task Force 50 fut rebaptisée TF 58 et confiée au contre-amiral Mitscher,. L'USS Enterprise a donc été affecté à la TF 58 (TU 58.1.5) pour le débarquement sur les îles Marshall (Opération Flintlock), où il a participé aux bombardements préparatoires des 29 et 30 janvier 1944, puis a participé aux bombardements de la base de Truk, le “Gibraltar du Pacifique” (opération Hailstone) les 17 et 18 février, enfin au débarquement sur Eniwetok (opération Catchpole). C'est encore au sein du Task Group 58.1 que l'USS Enterprise a pris part aux bombardements de Palaos, Yap et Ulithi (opération Desecrate I), du 28 au 31 mars, puis c'est au sein du Task Group 58.3, qu'il a participé au bombardement et au débarquement de Hollandia (opération Reckless), le 21 avril, et au bombardement de Truk (opération Persecution), le 30 avril.
Il participe à la bataille de la mer des Philippines, en juin 1944, au sein du Task Group 58.3 du contre-amiral Reeves. Du 11 au 13 juin, il bombarde Saipan et Tinian, affronte la 1re Flotte Mobile du vice-amiral Ozawa, les 19 et 20 juin, et assure la couverture aérienne contre l'aviation japonaise basée à terre, pendant les batailles de Saipan, Tinian et Guam jusque dans le courant du mois d'août, pendant lequel il effectue des bombardements jusque sur les aérodromes d'Iwo Jima.

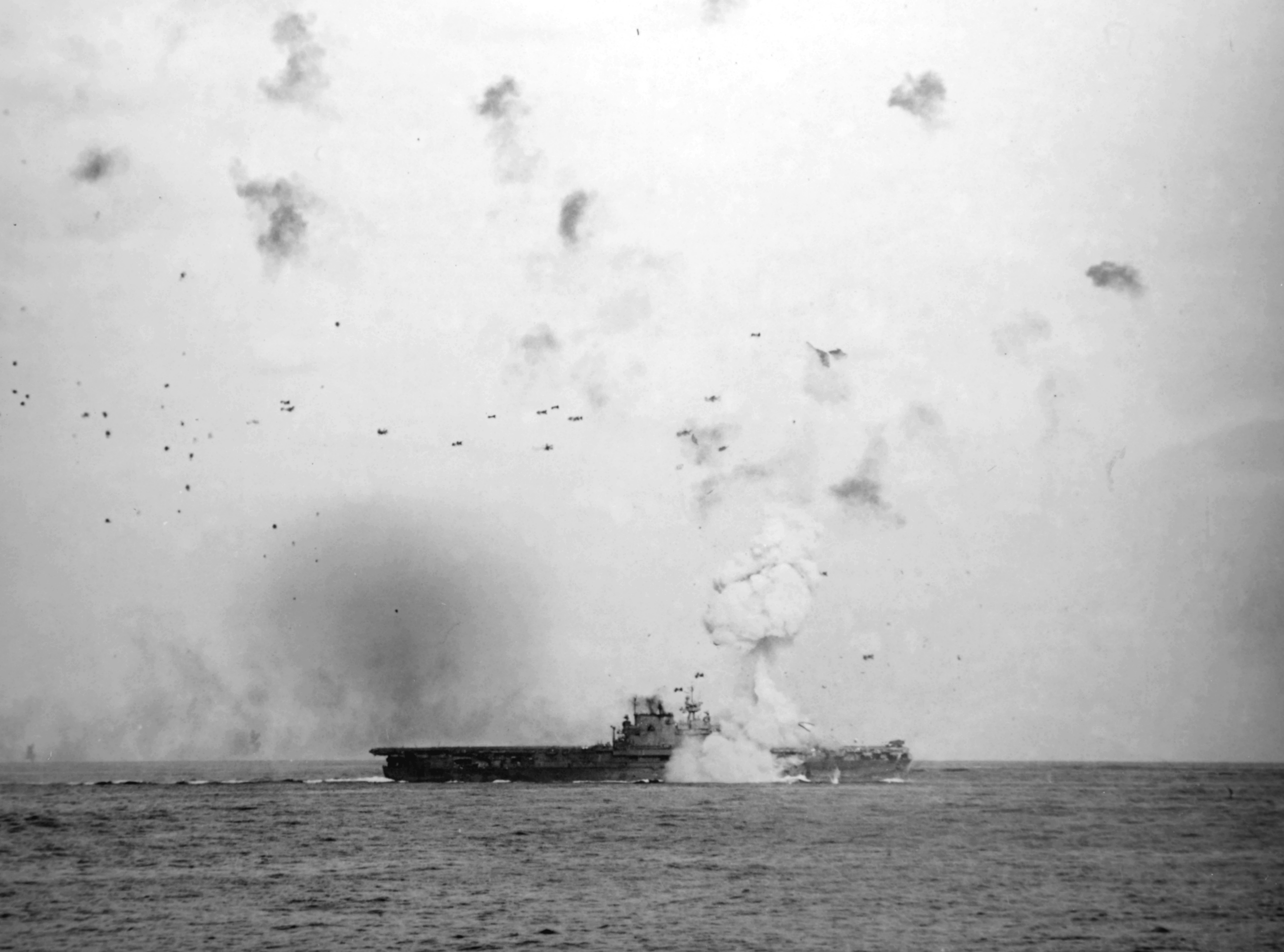
L', sous l'attaque de kamikaze, le 14 mai 1945.

Le 26 août, la Ve Flotte est rebaptisée IIIe Flotte, et à sa tête, l'amiral Halsey succède à l'amiral Spruance, le vice-amiral Mitscher, commandant la Task Force 58 restant à la tête de la Task Force 38. L'USS Enterprise est alors affecté au Task Group 38.4, aux ordres du contre-amiral Davison, et participe au cours du mois de septembre à des bombardements sur les aérodromes d'Iwo Jima et de Chichi Jima, du 1er au 3 septembre, Palaos du 6 au 8 septembre, Mindanao et Davao le 9 et le 10, Peleliu le 15 et le 16, Palaos de nouveau le 17, Luçon et les Philippines centrales du 22 au 24, et en octobre, sur Okinawa et le nord de Luçon le 10 et le 11, sur Formose le 12 et le 14, puis de nouveau Luçon, en particulier le secteur de Manille, du 15 au 18.
Pendant la bataille du golfe de Leyte, l'USS Enterprise va être engagé contre les principales forces japonaises. Tout d'abord, comme le TG 38.4 se trouve le plus au sud du dispositif de la IIIe Flotte, au sud-est de l'île de Samar, ses avions ont repéré et attaqué, dans la matinée du 24 octobre, les deux cuirassés du vice-amiral Nishimura au large de l'île de Negros. Puis, comme l'amiral Halsey concentre les attaques des porte-avions rapides de la IIIe Flotte sur les cinq cuirassés et les sept croiseurs lourds du vice-amiral Kurita en mer de Sibuyan, laissant à la VIIe Flotte la défense du détroit de Surigao, le groupe aérien de l'USS Enterprise participe à l'attaque du Musashi. Enfin, il prend part à la bataille du cap Engaño, contre les porte-avions du vice-amiral Ozawa, pendant toute la journée du 25 octobre.
En novembre, il frappe la région de Manille et Yap. En janvier, son groupe aérien est spécialisé pour le combat de nuit, puis ayant rejoint le TG 38.5, il opère au nord de Luçon et en mer de Chine du sud, entre Formose et l'Indochine. En février, au sein du TG 58.5, il participe à l'attaque d'Iwo Jima, au cours de laquelle il est endommagé, puis d'Okinawa, où des kamikaze le touchent. Le 14 mai, cette fois, les dégâts sont tels qu'il faut qu'il aille se faire réparer au chantier naval de Puget Sound, jusque début août, alors que la guerre s'achève.
L'USS Enterprise participe au rapatriement des troupes américaines aux États-Unis (opération Magic Carpet). L'U.S. Navy a pléthore de porte-avions plus modernes et plus puissants que le Big E. Il est retiré du service actif en février 1947, et malgré ses 20 Battle stars, le nombre le plus élevé reçu par un navire de guerre américain au cours de la Seconde Guerre mondiale, les moyens pour en faire un musée ne sont pas dégagés. Il vendu pour la ferraille en 1958. Il a ainsi survécu douze ans au seul autre porte-avions américain à avoir traversé la guerre du Pacifique, le Saratoga, coulé en 1946, aux essais de la bombe atomique de Bikini.